# Christoffer Boe
Christoffer Boe (Rungsted, 7 maggio 1974) è un regista e sceneggiatore danese.
Il suo primo film, Reconstruction , ha vinto la Caméra d'or al Festival di Cannes 2003.

## Filmografia

### Regista

#### Cinema
- Obsession – cortometraggio (1999)
- Virginity – cortometraggio (2000)
- Anxiety – cortometraggio (2001)
- Ricostruzione di un amore (Reconstruction) (2003)
- Europe Does Not Exist, episodio di Visions of Europe (2004)
- Allegro (2005)
- Offscreen (2006)
- Alting bliver godt igen (2010)
- Beast (2011)
- Spies & Glistrup (2013)
- Paziente 64 - Il giallo dell'isola dimenticata (Journal 64) (2018)
- Smagen af sult (2021)

#### Televisione
- Warrior - La guerra in casa (Kriger) – miniserie TV, 6 puntate (2018)
- Forhøret – serie TV, 16 episodi (2019-2021)

### Sceneggiatore

#### Cinema
- Obsession – cortometraggio (1999)
- Virginity – cortometraggio (2000)
- Anxiety – cortometraggio (2001)
- Reconstruction (2003)
- Europe Does Not Exist, episodio di Visions of Europe (2004)
- Allegro (2005)
- Offscreen (2006)
- Alting bliver godt igen (2010)
- Beast (2011)
- Spies & Glistrup (2013)
- Når dyrene drømmer, regia di Jonas Alexander Arnby (2014) - soggetto
- Smagen af sult (2021)

#### Televisione
- Warrior - La guerra in casa (Kriger) – miniserie TV, 6 puntate (2018) - soggetto
- Forhøret – serie TV, 16 episodi (2019-2021)

### Produttore esecutivo
- Når dyrene drømmer, regia di Jonas Alexander Arnby (2014)